# Automesure
 (juin 2022).
Si vous disposez d'ouvrages ou d'articles de référence ou si vous connaissez des sites web de qualité traitant du thème abordé ici, merci de compléter l'article en donnant les références utiles à sa vérifiabilité et en les liant à la section « Notes et références ».
En médecine, l’automesure désigne les différentes mesures, conscientes et volontaires de paramètres de santé effectuées par le sujet lui-même, malade ou pas. Les premières automesures ont été celles du poids et de la température.
D’abord introduites dans les hôpitaux au milieu du XIXe siècle avec l’essor de la médecine scientifique, la disponibilité nouvelle pour le grand public des balances médicales et des thermomètres ont permis la réalisation des premières automesures dès le début du XXe siècle. Dans les années 1970 à 1980, sont apparus les automesures de la pression artérielle, du souffle et de la glycémie, respectivement destinées aux hypertendus, aux asthmatiques et aux diabétiques. Plus récemment encore l’automesure de l’INR, pour tester la coagulation du sang de certains sujets traités par des médicaments AVK est disponible (en France depuis 2009).
Aujourd’hui, le principe de l’automesure s’étend aux autotests. Les buts de l’automesure portent sur la prévention, le diagnostic ou la surveillance d’un grand nombre d’états pathologiques, hypertension, diabète, asthme, causes d’obésité ou d’amaigrissement, états infectieux, etc.

## Tension

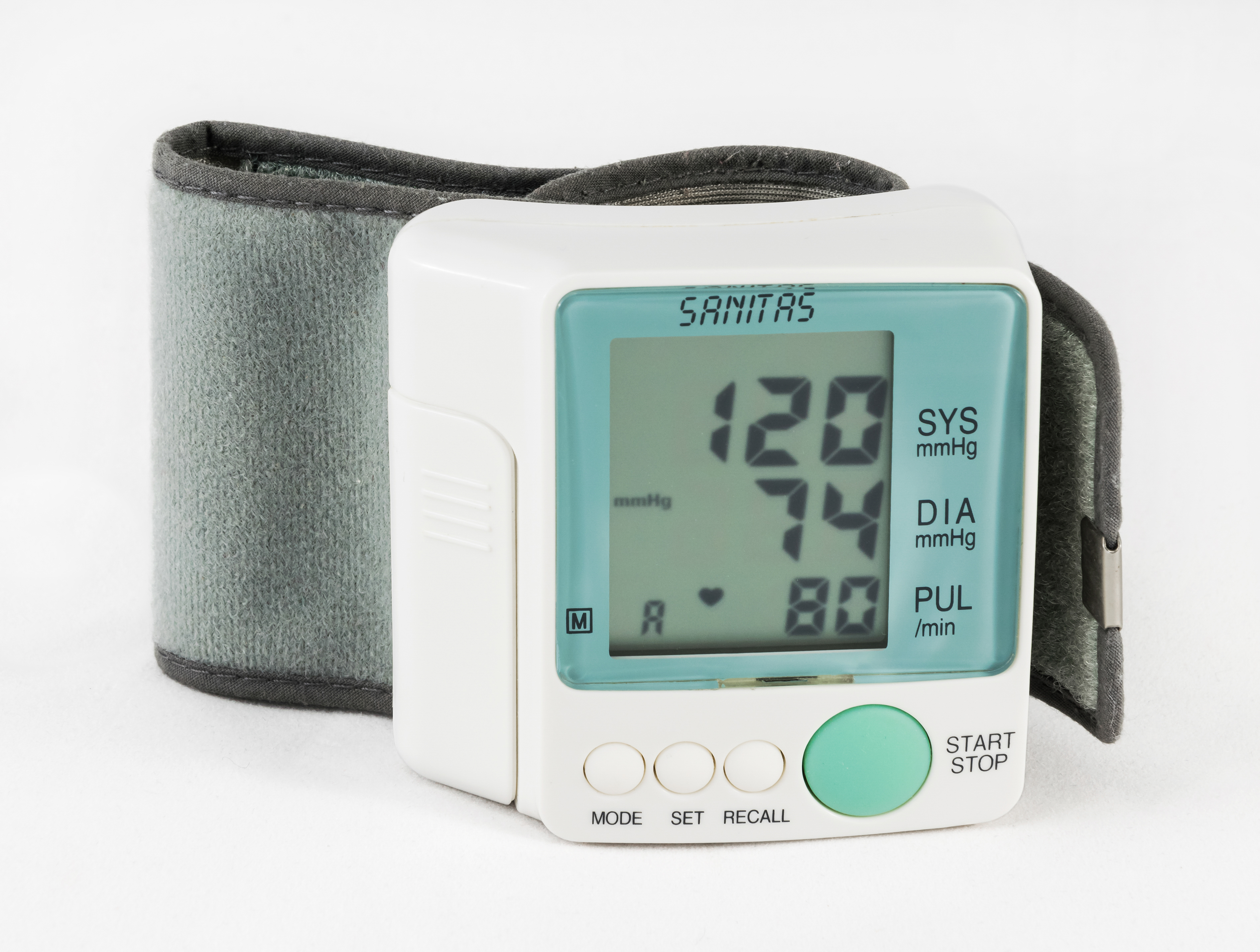
Tensiomètre utilisable en automesure

En 2009, un peu plus du tiers des hypertendus ont recours à l’automesure tensionnelle qui est devenue la méthode de mesure tensionnelle préférée des hypertendus. Depuis ces dix dernières années, l’équipement souvent spontané des hypertendus en tensiomètre s’est considérablement accru, cela en France comme en Europe. Les avantages cette méthode sont nombreux et démontrés par des études scientifiques, mais à condition d’un bon usage : aussi nécessite-t-elle une formation précise des utilisateurs. La méthodologie de l’automesure tensionnelle à domicile est désormais bien établie par plusieurs recommandations médicales françaises et internationales (voir les textes sur AUTOMESURE et http://www.sfhta.org). On évolue vers plus d'autonomie du patient avec l'autosurveillance et l'autotitration qui est encore un pas supplémentaire vers l'autonomie (voir article de "Rev Med Suisse 2021; 17: 1233-6" http://centre-hypertension.org/wp-content/uploads/2021/11/6-amt-autosuivi-RMS_2021.pdf). Celle ci est notamment nouvelle pour les femmes enceintes qui utilisent l’application Hy-Result comme le montre une étude française publiée en 2022.

## Souffle
L’automesure du souffle, ou spirométrie effectuée par le patient lui-même, concerne avant tout la surveillance de l’asthme et, dans une moindre mesure, le dépistage des sujets ayant une atteinte pulmonaire (bronchopneumopathie chronique obstructive) principalement liée aux méfaits du tabac. 

## Glycémie

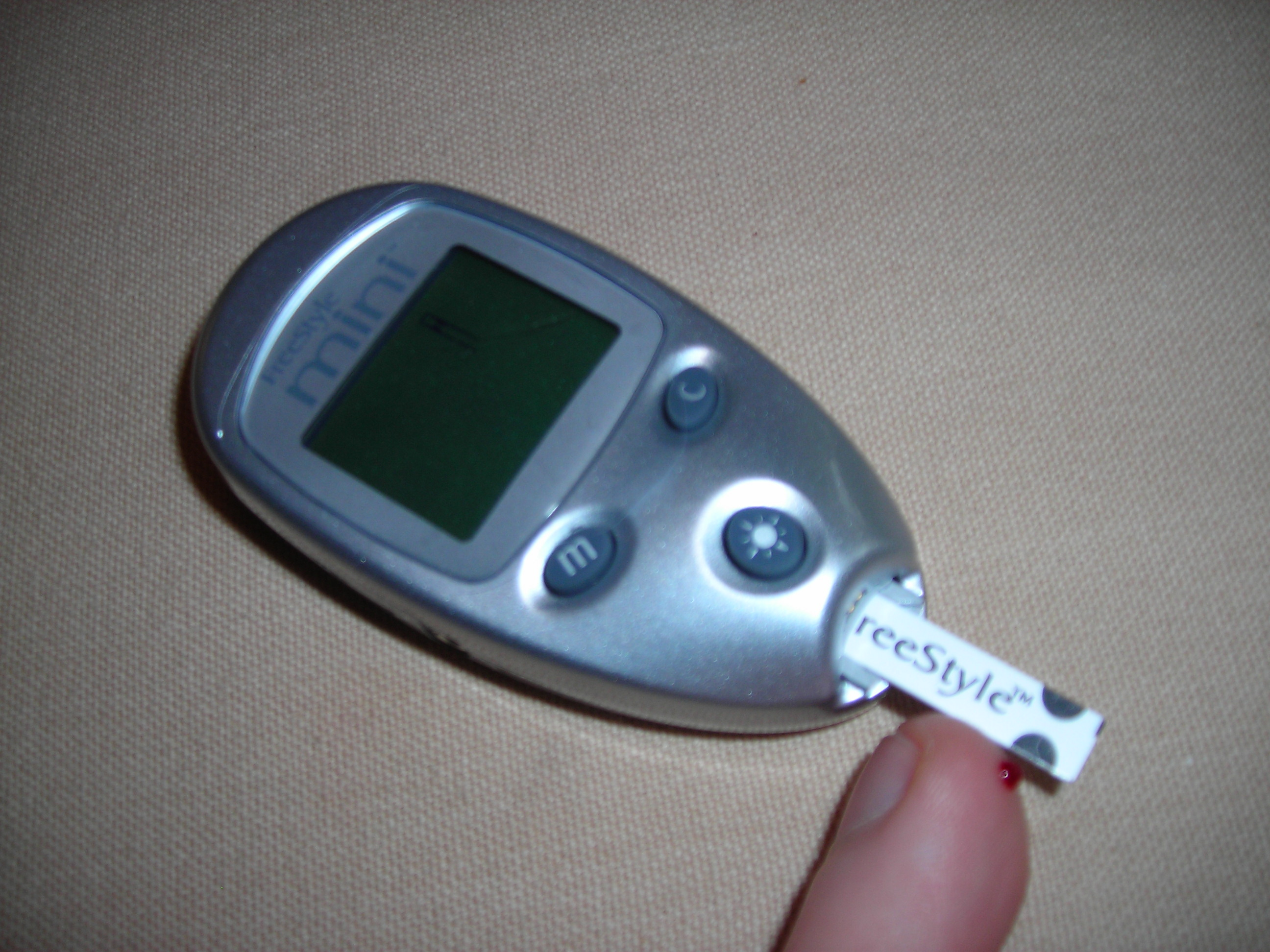
Glucomètre utilisable en automesure

L’automesure de la glycémie concerne, ou devraient concerner, tous les diabétiques de type I (diabète maigre) et dans une moindre mesure les diabétiques de type I (diabète gras). La mise sur le marché des premiers lecteurs de glycémie (voir ce mot Glycémie) a marqué une étape importante pour les appareils de mesure à domicile, et un réel progrès pour les diabétiques insulinodépendants (diabète de type 1), contraints de se piquer plusieurs fois par jour et de mesurer leur glycémie pour éviter un surdosage (risque d’hypoglycémie) ou un sous-dosage (risque d’hyperglycémie). Le prélèvement s’effectue avec un autopiqueur, au bout d’un doigt. Il existe des lecteurs par bandelettes et des lecteurs par électrodes. Les appareils les plus modernes sont dotés d’un piqueur et/ou d’un lecteur automatique.

## Poids
Les anciennes balances mécaniques ont été remplacées par les pèse-personnes électroniques, plus précis. On trouve de plus en plus de balances à impédancemètre, qui mesurent le taux de graisse en faisant passer un courant alternatif de faible intensité dans le corps : les tissus graisseux n’étant pas conducteurs, on en déduit le taux de graisse. C’est intéressant surtout pour les personnes obèses, c’est dire dont l’indice de masse corporelle (IMC = poids/taille2) est supérieur à 30, pour permettre au médecin d’adapter l’équilibre du régime en protides et en lipides. Mais se peser une fois tous les jours ne sert à rien, sauf si l’on a un problème de santé particulier comme les insuffisants cardiaques ou rénaux, chez qui une prise de 500 g à 1 kg en 24 à 48 heures peut être le signe d’un déséquilibre et d’un œdème (rétention d’eau) qui devra être traité rapidement. 

## Température
Les thermomètres à mercure sont interdits depuis 1999 en raison des risques d’émanation de mercure s’ils se cassent, mais ils restent encore les plus répandus en France. Ils sont progressivement remplacés par les thermomètres électroniques individuels, utilisables par voie rectale ou sublinguale.

## Infections
Un test de détection des infections urinaires (par recherche de globules blancs dans les urines) permet de savoir si l’infection urinaire peut être traitée par des mesures hygiénodiététiques ou si elle nécessite une consultation chez un médecin et une prescription d’antibiotiques. Chez la femme enceinte la surveillance est étroite (voir Infection urinaire de la femme enceinte).

## Autres tests
D’autres test existent, ou sont en développement. Tous ne sont pas utiles ; certains posent même des questions éthiques délicates, tels celui détectant le VIH (sida). Sur ce point, il est bon de lire les réserves des comités éthiques (voir les avis sur AUTOMESURE)